# Pryskyřník alpínský
Pryskyřník alpínský (Ranunculus alpestris), někdy udáván jako pryskyřník vysokohorský je druh rostliny z čeledi pryskyřníkovité (Ranunculaceae).

## Popis
Jedná se o vytrvalou rostlinu dorůstající nejčastěji výšky 5–15 cm s krátkým oddenkem. Lodyha je přímá, zpravidla lysá, rýhovaná, na vrcholu pouze s jedním až třemi květy. Listy jsou střídavé, přízemní jsou krátce řapíkaté, lodyžní jsou s kratšími řapíky až přisedlé. Čepele přízemních listů jsou troj až pětiklané, postranní úkrojky jsou vroubkovaně zubaté. Prostřední úkrojek je na bázi většinou širší než 2,5 mm a báze čepele je většinou uťaté až srdčitá, lesklá. Lodyžní listy jsou v počtu 0–3, nejvyšší pak celokrajný a čárkovitý, všechny listy jsou lysé a lesklé. Květy jsou bílé, asi 20–25 mm v průměru, květní lůžko je kulovité. Kališních lístků je 5, vně jsou lysé. Korunní lístky jsou bílé, je jich 5, někdy více (korunní lístky zmnožené), obsrdčitého tvaru. Kvete v květnu až v srpnu. Plodem je nažka, která je asi 2 mm dlouhá, lysá, na vrcholu se zahnutým zobánkem. Nažky jsou uspořádány do souplodí. Počet chromozómů je 2n=16.

## Rozšíření
Pryskyřník alpínský je druh hor jižní až střední Evropy, roste především v Pyrenejích, Alpách a Karpatech. V JV Aplách roste blízce příbuzný druh Ranunculus traunfellneri, který byl někdy považován za poddruh pryskyřníku alpínského. Roste na vápnitých i kyselých substrátech ve skalních štěrbinách, ve sněhových výležiscích a na jemných sutích. V České republice neroste.